# The Rack (album)
The Rack è il primo album in studio del gruppo death doom metal olandese Asphyx, pubblicato nel 1991.

## Tracce
1. The Quest of Absurdity – 1:21
2. Vermin – 4:02
3. Diabolical Existence – 3:55
4. Evocation – 5:31
5. Wasteland of Terror – 2:16
6. The Sickening Dwell – 4:15
7. Ode to a Nameless Grave – 2:55
8. Pages in Blood – 4:08
9. The Rack – 9:06

## Formazione
- Martin van Drunen - voce, basso
- Eric Daniels - chitarra
- Bob Bagchus - batteria